# Єжманово (Куявсько-Поморське воєводство)
Єжманово (пол. Jerzmanowo, нім. Hermannshausen) — село в Польщі, у гміні Бонево Влоцлавського повіту Куявсько-Поморського воєводства.
Населення — 277 осіб (2011).
У 1975-1998 роках село належало до Влоцлавського воєводства.

## Демографія
Демографічна структура станом на 31 березня 2011 року:
|          | Загалом | Допрацездатний вік | Працездатний вік | Постпрацездатний вік |
| -------- | ------- | ------------------ | ---------------- | -------------------- |
| Чоловіки | 143     | 28                 | 97               | 18                   |
| Жінки    | 134     | 21                 | 73               | 40                   |
| Разом    | 277     | 49                 | 170              | 58                   |